# Schloss Herten

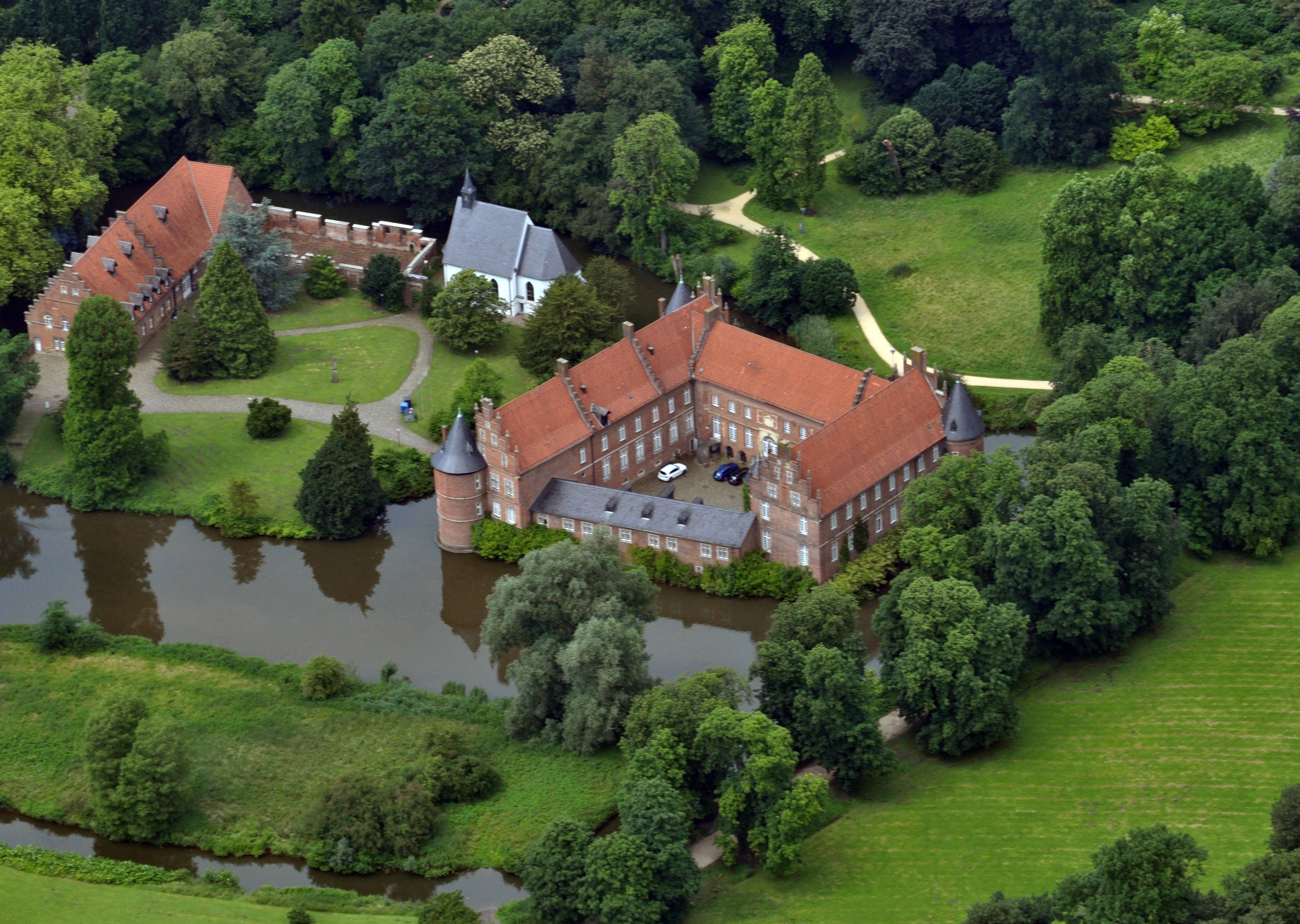
Luftbild 2016

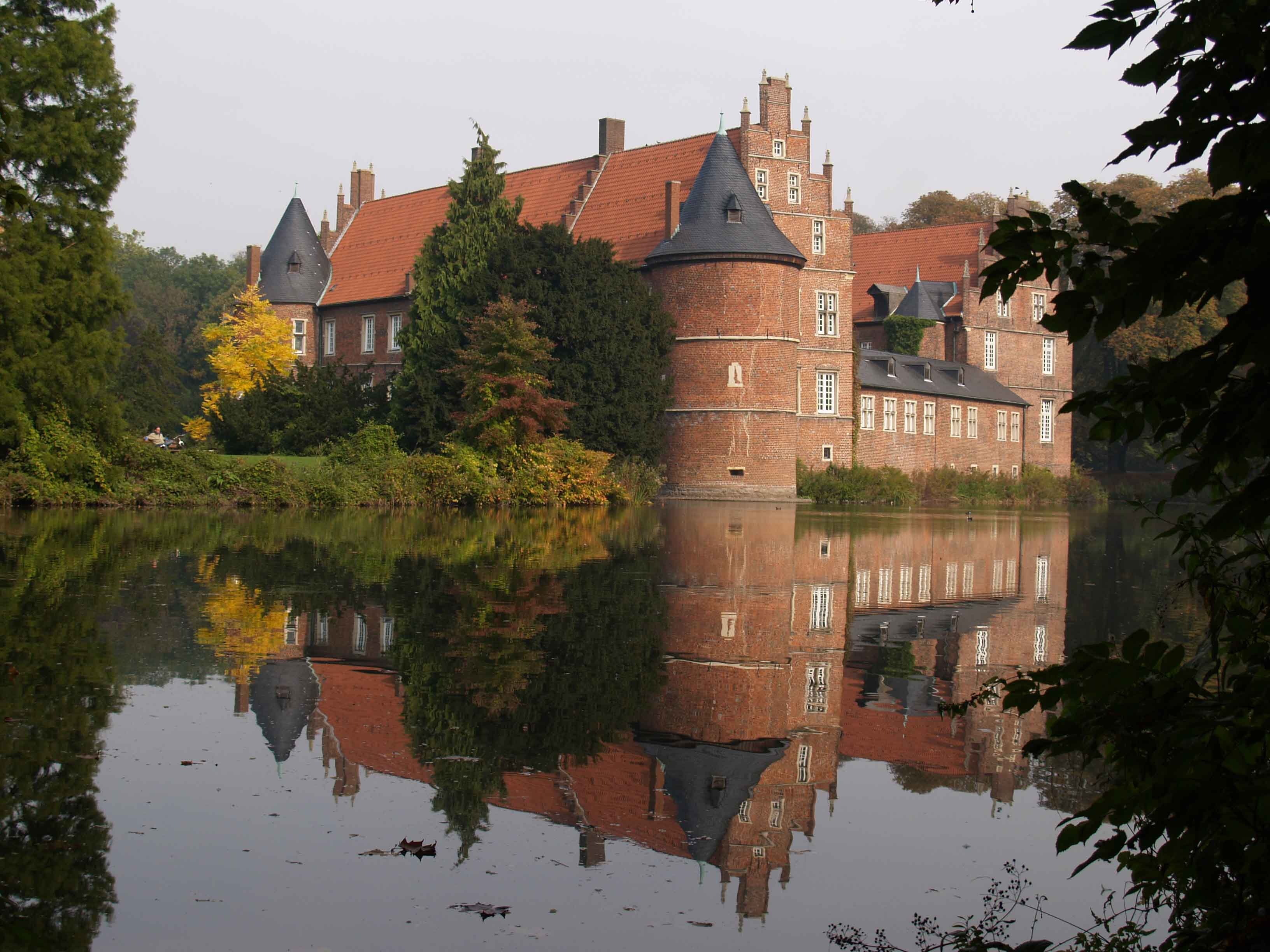
Schlossansicht von Südwesten

Das Schloss Herten ist ein Wasserschloss am westlichen Rand der Hertener Innenstadt im Kreis Recklinghausen. Es liegt inmitten eines alten englischen Landschaftsgartens und wurde 1376 erstmals urkundlich erwähnt. Seit 1962 steht das Hauptgebäude der Schlossanlage unter Denkmalschutz.
Die heutigen Gebäude wurden im 16. und 17. Jahrhundert durch den Coesfelder Baumeister Henric de Suer und seinen Sohn Johann für die Familien von Stecke und von Nesselrode errichtet. Nachdem das Hauptgebäude nach dem Ersten Weltkrieg als Wohnsitz aufgegeben worden war, verfiel es zusehends und drohte durch Bergschäden einzustürzen. Erst eine durchgreifende Sanierung durch den Landschaftsverband Westfalen-Lippe von 1974 bis 1989 bewahrte die spätgotische Anlage vor dem völligen Verfall. Es steht im Sondereigentum der LWL-Klinik Herten und gehört dem LWL.

## Geschichte

### Bewohner und Besitzer
Die Familie derer von Herten, Lehnsmänner der Abtei Werden, fand im Jahr 1286 mit Gerlach von Hertene erstmals urkundlich Erwähnung. Ihr damaliger Wohnsitz wird im heutigen Stadtkern Hertens bei der Pfarrkirche St. Antonius vermutet. Im 14. Jahrhundert errichtete das Rittergeschlecht ein festes Haus am Ort des heutigen Schlosses, das 1376 als Lehen der Werdener Reichsabtei urkundlich erwähnt wurde. Durch Heirat gelangte das Haus Herten Mitte des 14. Jahrhunderts an die Herren von Galen. Deren Erbtochter Elseke brachte es 1488 durch ihre Heirat im Jahr 1476 an ihren Ehemann Dietrich von Stecke. Anna von Stecke heiratete 1529 Bertram I. von Nesselrode, Erbkämmerer der Herzogtümer Jülich und Berg. Er war – wie zahlreiche Mitglieder des Hauses Nesselrode – von 1539 bis 1556 kurkölnischer Statthalter im Vest Recklinghausen und setzte ab 1530 einen bereits im Jahr 1520 begonnenen Aus- und Umbau des Hauses fort.
Nahezu 300 Jahre lang blieb die Anlage im Besitz der Familie von Nesselrode. Freiherr Franz von Nesselrode-Reichenstein wurde 1702 von Kaiser Leopold I. in den Reichsgrafenstand erhoben. Als der letzte männliche Vertreter der Hertener von Nesselrode, Johann Franz Joseph von Nesselrode-Reichenstein, 1824 starb, gelangte das Schloss über Johanns Tochter Maria Caroline an die Familie derer von Droste zu Vischering, die noch im gleichen Jahr ebenfalls in den Reichsgrafenstand erhoben wurde. Die Mitglieder ihrer Hertener Linie nannten sich in der Folgezeit dann Droste zu Vischering von Nesselrode-Reichenstein.
Die Familie bewohnte die Hertener Anlage bis kurz nach dem Ersten Weltkrieg. Nachdem sie aber ab 1920 auf Schloss Merten in Eitorf residierte und damit Schloss Herten als Wohnsitz aufgegeben hatte, wurde es dem Verfall anheimgegeben. Einen Großteil der prächtigen Ausstattung nahmen die Eigentümer bei ihrem Weggang mit. Während der Ruhrgebietsbesetzung 1923 bis 1925 diente es noch als Unterkunft für französische Truppen, die das Schloss in einem Zustand der Verwüstung zurückließen.
Vorläufig letzter Eigentümer der Anlage wurde der Landschaftsverband Westfalen-Lippe, der die seinerzeit heruntergekommenen Gebäude samt dem Schlosspark 1974 erwarb. Letzterer ist seit dem November 2008 Eigentum der Stadt Herten.

### Baugeschichte

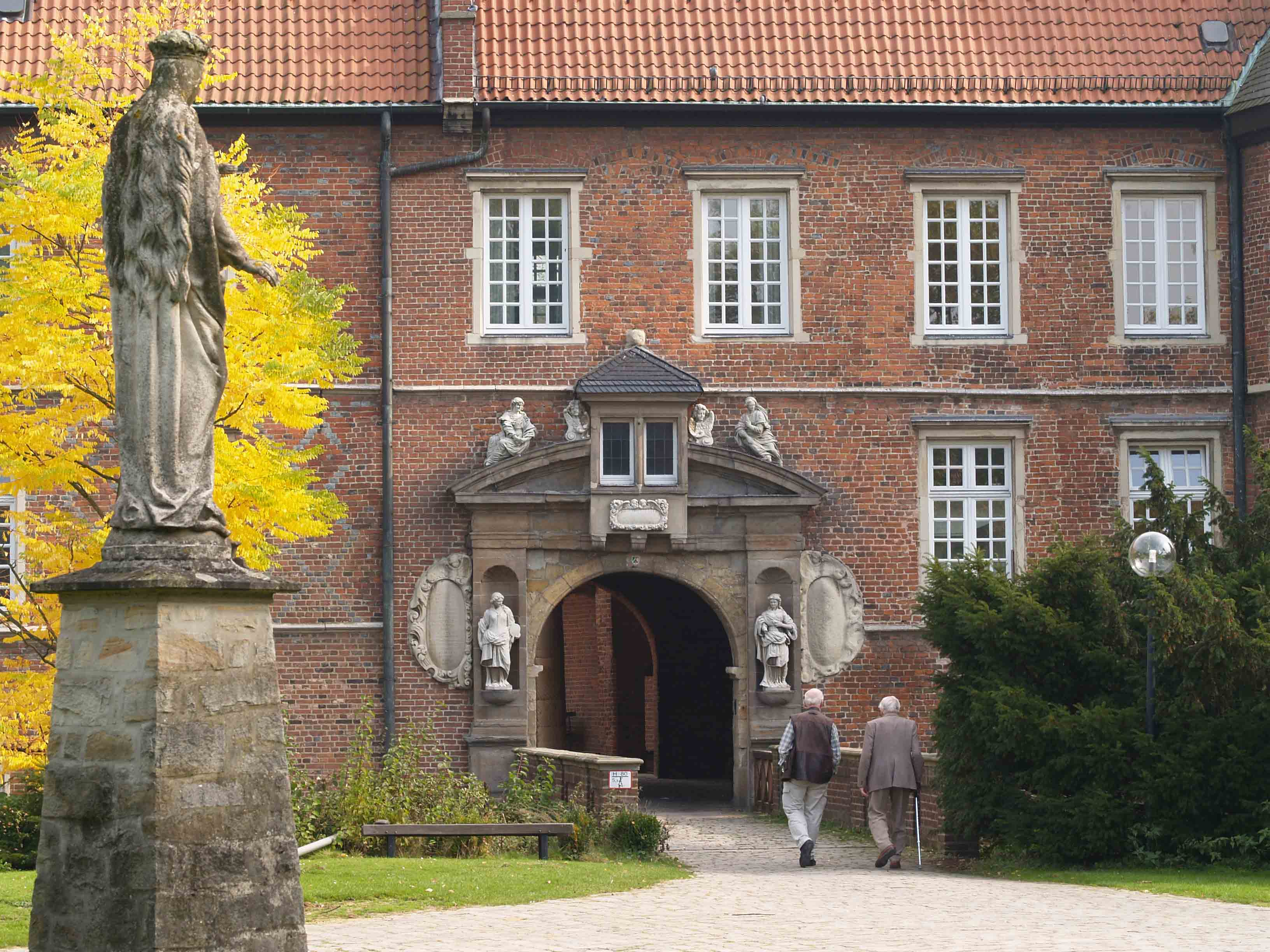
Übergang über die Schlossgräfte und Eingang zum Schlosshof

Die Herren von Herten errichteten in der ersten Hälfte des 14. Jahrhunderts einen mittelalterlichen Wohnturm aus Stein, dessen wenige Relikte heute noch im Gewölbekeller des Nordflügels sichtbar sind. Das Kreuzgewölbe mit Bandrippen ruht aber wohl auf noch älteren Fundamenten. Weitere Bauteile aus jener Zeit konnten durch eine im Jahr 1974 durchgeführte Notgrabung nachgewiesen, jedoch nicht rekonstruiert werden.
Ab 1520 erfolgte für die Witwe Heinrich von Steckes, Sophie von Morrien, der Um- und Ausbau des steinernen Wohnturms zu einem geschlossenen Kastell im Stil der Spätgotik. Verantwortliche Baumeister waren der Coesfelder Henric de Suer (auch Henrik de Suyr geschrieben) und sein Sohn Johann. Aus diesem Grunde weist Schloss Herten unübersehbare Ähnlichkeiten zum damaligen Schloss Nordkirchen auf, das ab etwa 1528 ebenfalls unter Henric de Suer erbaut wurde. Die Arbeiten wurden ab 1529 mit geringfügigen Änderungen für Bertram I. von Nesselrode weitergeführt. Zeitgenössische Berichte sprechen nach Abschluss der Bauarbeiten im Jahr 1560 von einem „gewaltigen Bau mit Festungen und Wällen“, der mittels seines Rechteckwalls mit Eckbastionen während des Truchsessischen Kriegs ab 1583 einer zweijährigen Belagerung durch Gebhard I. von Waldburg standhalten konnte. Reste der damaligen Wälle sind noch im Bereich der östlichen Kastanienallee erhalten.
Die Erweiterung des steinernen Wohnturms zu einer bastionierten, unregelmäßigen Vierflügelanlage (Ausgrabungen haben gezeigt, dass sie ursprünglich mit einem quadratischen Grundriss geplant war) geschah in mehreren Phasen.

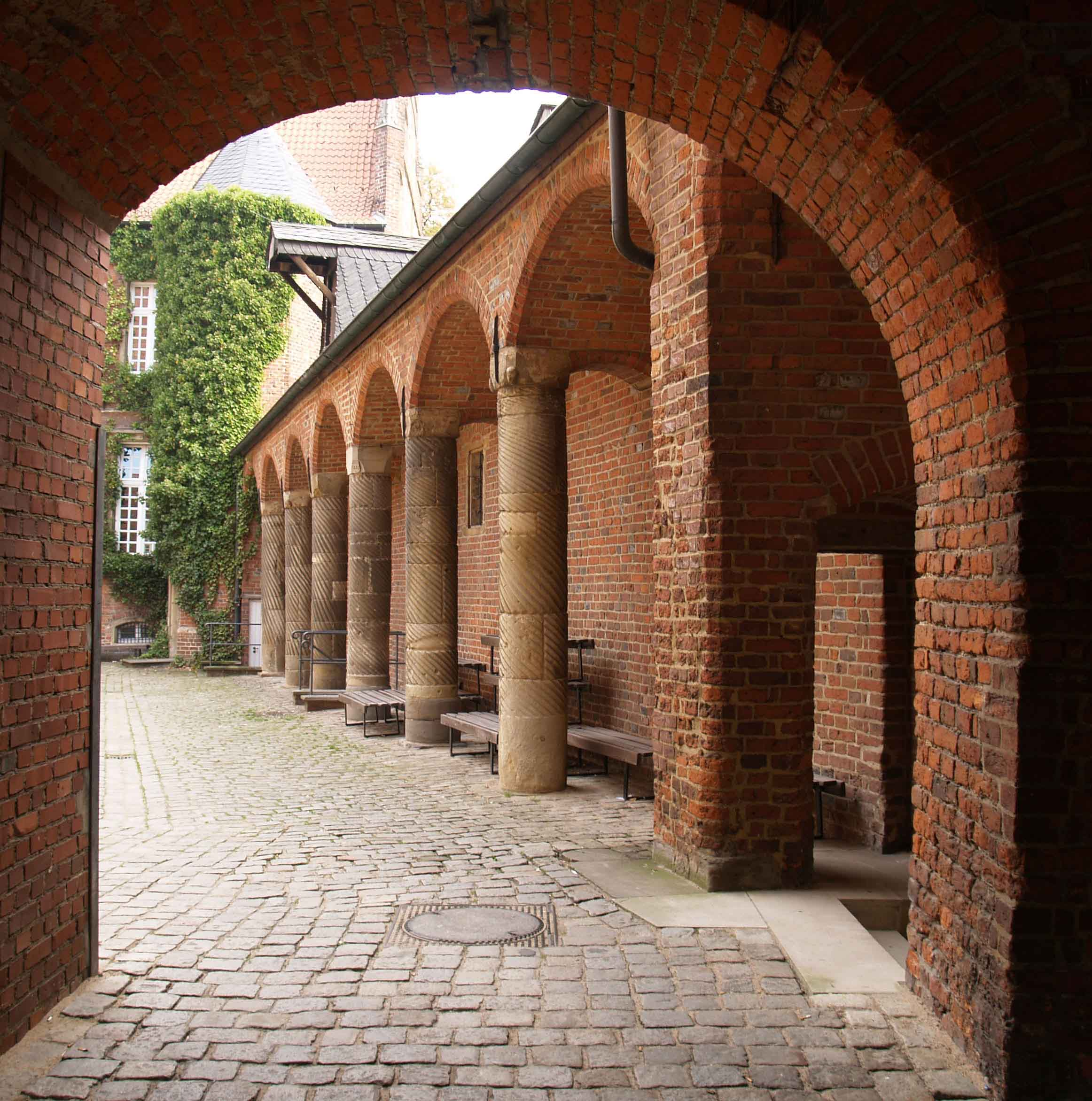
Blick durch das Westportal auf die spätgotische Säulengalerie

Zuerst entstand ein Erweiterungsflügel auf Pfahlrosten im Norden der Anlage, der sich östlich an den Wohnturm anschloss. In späteren Jahren wurde dem Bau hofseitig eine zweigeschossige Galerie angefügt. Bei deren Fassade handelt es sich um die älteste in Resten noch erhaltene Schaufassade Westfalens. Ihr Baubeginn kann bisher nicht genau datiert werden, fest steht lediglich, dass sie vor Mitte des 16. Jahrhunderts fertiggestellt war.
Anschließend wurde vermutlich der Ostflügel mit seinen Repräsentationsräumen errichtet. Das Erdgeschoss beherbergte seinerzeit lediglich einen großen Saal und eine sich daran südlich anschließende Saalkammer.
Der Westflügel der Anlage kam in der dritten Bauphase hinzu. Seinen Mittelteil bildete ein bereits früher errichtetes Haus, dessen Giebel noch erhalten und im heutigen Dachboden sichtbar ist. Dieses Haus wurde erst im Norden durch den heutigen Nordwestturm und anschließend nach Süden durch einen weiteren Turmbau erweitert.
Abschließend wurde ein zweigeschossiger, verbindender Trakt schräg zwischen die unterschiedlich langen Ost- und Westflügel im südlichen Teil der Anlage gesetzt. Sein heutzutage noch erhaltenes erstes Geschoss wird von einer spätgotischen Säulengalerie getragen. Wann ihr zweites Geschoss abgerissen wurde, ist heute nicht mehr genau feststellbar; vermutlich in der Zeit zwischen 1850 und 1870. Einhergehend mit dem Bau des Südflügels errichtete man einen heute noch erhaltenen, achteckigen Treppenturm in der südöstlichen Ecke des entstandenen Innenhofs. Er war einer der ersten seiner Art, da bis zu jener Zeit lediglich Wandtreppen an den Außenmauern oder innen liegende Holztreppen in die Obergeschosse üblich waren.
Ab etwa 1650 ließen Bertram von Nesselrode und seine Frau Lucia von Hatzfeld einige Modernisierungsarbeiten an den Gebäuden vornehmen, mit denen auch die Entfestigung der Anlage einherging. Aus jener Zeit stammt die bei Restaurierungsarbeiten wiederentdeckte, perspektivisch bemalte Decke des großen Saals im Erdgeschoss des Ostflügels. Sie ist einzigartig in Westfalen.

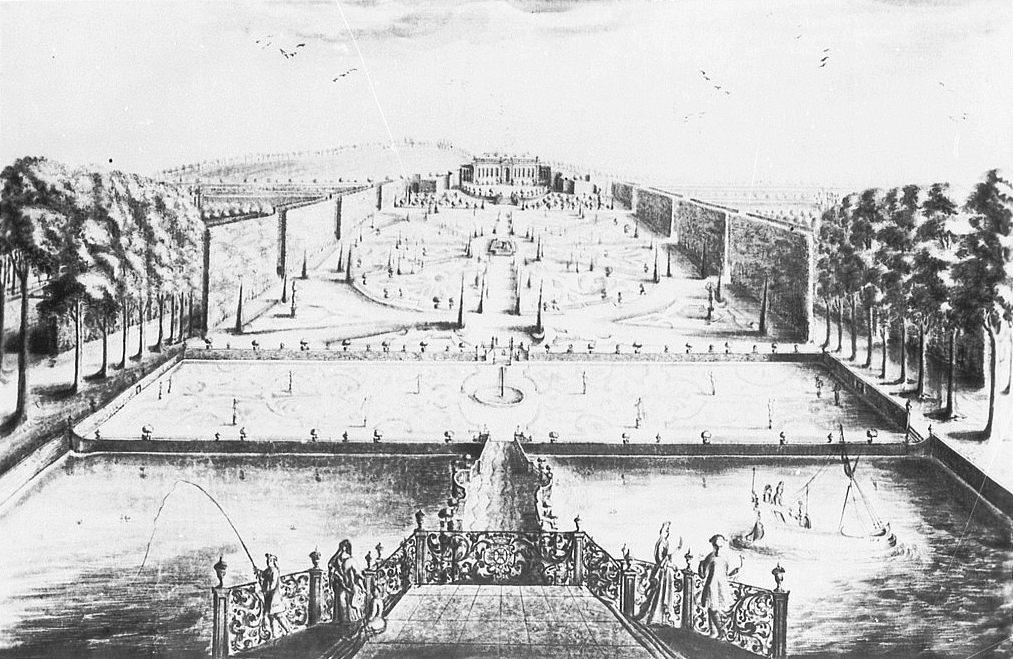
Schloss Herten und seine Gartenanlagen, Zeichnung von Renier Roidkin, etwa 1730

Im Jahre 1687 vernichtete ein schwerer Brand während der Weihnachtszeit große Teile des Nord- und Westflügels, bei dem auch die wertvolle Bibliothek größtenteils zerstört wurde. Freiherr Franz von Nesselrode-Reichenstein baute das Schloss in seiner heutigen barocken Form bis 1702 wieder auf. Im Zuge des Wiederaufbaus wurde auch das aufwändig gestaltete Portal an der Westseite der Anlage errichtet. Gleichzeitig hatte der Bauherr den Auftrag erteilt, nördlich der Gebäude einen Barockgarten nach französischem Vorbild mit zahlreichen Springbrunnen und Statuen anzulegen. 20 erhaltene Federzeichnungen des wallonischen Malers Renier Roidkin von etwa 1730 geben einen guten Einblick in das damalige Aussehen der Gartenanlage. Bis 1725 wurde, einer englischen Mode folgend, nordöstlich in etwa 200 Meter Entfernung eine Orangerie errichtet.
Nachdem die ehedem schon heruntergekommenen Schlossgebäude nach 1925 nicht mehr genutzt wurden, taten durch den Bergbau verursachte Bodensenkungen ihr Übriges und brachten die Vierflügelanlage beinahe zum Einsturz. Durch Bodenverschiebungen waren die Quellen der Schlossgräfte zeitweise versiegt und hatten den Wassergraben trockenfallen lassen, weshalb die hölzerne Pfahlrostgründung der Anlage stark angegriffen war. Schon in den 1930er Jahren hatte es Überlegungen gegeben, das Hauptgebäude gegen Bergbauschäden zu sichern, die Pläne waren jedoch nicht verwirklicht worden. Ab 1967 wurden dann Sicherungsmaßnahmen an den Fundamenten der Gebäude vorgenommen, indem diese durch Stahlbetonkonstruktionen ersetzt wurden. Der Verfall der aufstehenden Bausubstanz ging indessen ungehindert weiter, bis der Landschaftsverband Westfalen-Lippe die ruinösen Bauten 1974 übernahm. Noch im selben Jahr begannen Wiederherstellungsmaßnahmen, die bis 1989 andauerten. Um das Hauptgebäude zu retten, musste dabei ein erheblicher Verlust an originaler Bausubstanz in Kauf genommen werden. Stahlbetonkonstruktionen ersetzten dabei alle Holzbalkendecken des Gebäudes, das durch Bewegungsfugen in sechs Gebäudeabschnitte unterteilt wurde. Alle historischen Dachtragewerke aus Eichenholz – bis auf einen kleinen Teil des Westflügels – wurden durch moderne Nadelholzkonstruktionen ersetzt.
Die heruntergekommene Orangerie war bis Ende der 1960er Jahre noch fast vollständig erhalten, eine Wiederherstellung erfolgte im Gegensatz zum Hauptgebäude jedoch nicht. Als der Landschaftsverband die Anlage übernommen hatte, ließ er immerhin einige Statuen der Orangerie bergen. Im Jahr 1977 und in den Folgejahren stürzte das Gebäude großteils ein. Vom einstigen Glanz dieses Baus kündete nur noch eine Ruine, die im Jahr 2010 vom wuchernden Bewuchs befreit und baulich gesichert wurde. Doch schon bald rissen Metalldiebe die Traufbleche von den Mauerkronen der verbliebenen Wände, sodass Feuchtigkeit ins Mauerwerk drang. 2017 beschloss die Stadt Herten einen zweiten Restaurierungsanlauf und die Überdachung der Ruine.

## Beschreibung
Bei dem heutigen Schloss Herten handelt es sich um eine zweiteilige Anlage, deren Hauptburg ein rundum von einer Gräfte umgebener Ziegelbau mit runden Ecktürmen ist. Seine Vorburg – auch aus Ziegelstein errichtet – liegt westlich davon auf einer eigenen Insel und war seinerzeit durch eine Zugbrücke mit der Hauptburg verbunden. Zum Ensemble gehört daneben noch eine dritte, südlich gelegene Insel, die in früheren Jahren wohl als Garten genutzt wurde.

### Hauptburg

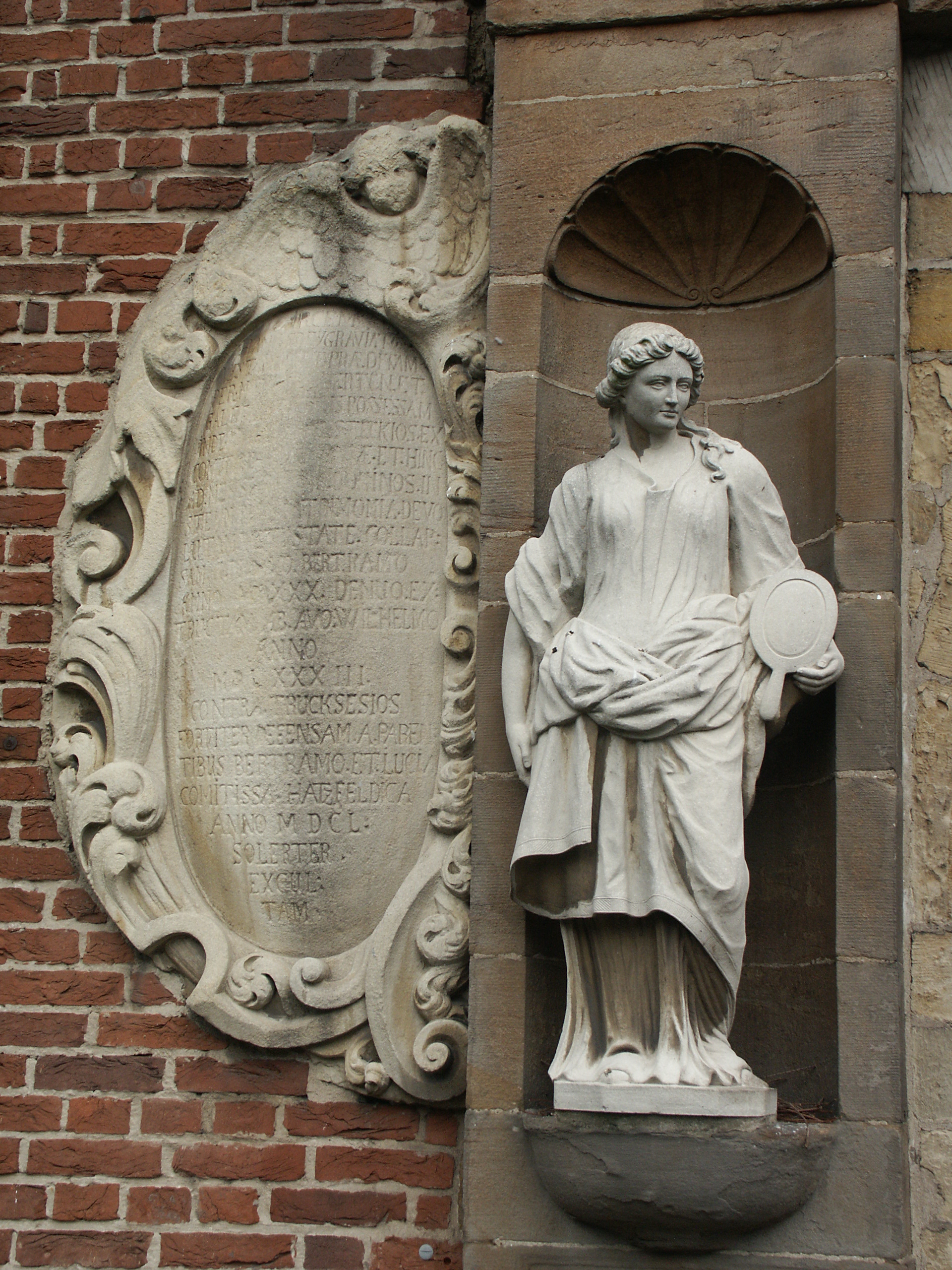
Kartusche und Skulptur an der linken Seite des Westportals (2005)

Die Hauptburg besitzt vier Gebäudeflügel, die einen Innenhof umschließen. Ihr Backsteinmauerwerk ist durch Wasserschlaggesimse aus Werkstein horizontal gegliedert. Mit Ausnahme des eingeschossigen Südtrakts weisen die Flügel zwei Geschosse auf und werden von einem Satteldach abgeschlossen. Der östliche und westliche Gebäudeflügel besitzen an den Schmalseiten Treppengiebel mit Fialenschmuck. Drei Ecken der geschlossenen Vierflügelanlage werden durch runde, zweigeschossige Ecktürme mit Kegeldächern markiert. Im südlichen Teil des Westflügels, an dessen Außenfassade sich am anschaulichsten ein Rautenmuster aus glasierten Backsteinen erhalten hat, befindet sich das Hauptportal vom Beginn des 18. Jahrhunderts. Das Tor ist von einer Ädikula gerahmt. Über dem Torbogen sitzt ein Auslugerker, der von einem Segmentgiebel bekrönt ist. Kartuschen rechts und links des Tores berichten von den auf Schloss Herten ansässigen Geschlechtern, dem verheerenden Brand sowie dem Wiederaufbau. Dort findet sich auch das in Stein gemeißelte Motto QUAERATUR VIRTUS – INVENIETUR HONOS (Man suche die Tugend – dann wird die Ehre gefunden werden).
Die hofseitige Fassade des Nordflügels besitzt ein schlichtes Rundbogenportal und wird an ihren Seiten von zwei Treppentürmen gerahmt. Der gegenüberliegende Südflügel zeigt auf der Hofseite eine spätgotische Galerie, deren Säulen eine ungewöhnlich, gedrehte Riffelung aufweisen.
Die Innenräume der Hauptburg sind von der Sanierung in den 1980er Jahren geprägt. Lediglich die Repräsentationsräume im Ostflügel besitzen noch die alte barocke Ausstattung. Dazu gehört die Stuckdecke des kleinen Saals, die von etwa 1700 stammt. Kunsthistorisch besonders wertvoll ist das noch zur Hälfte erhaltene Deckengemälde im Festsaal aus der Mitte des 17. Jahrhunderts.

### Gebäude auf der Vorburginsel

#### Remise

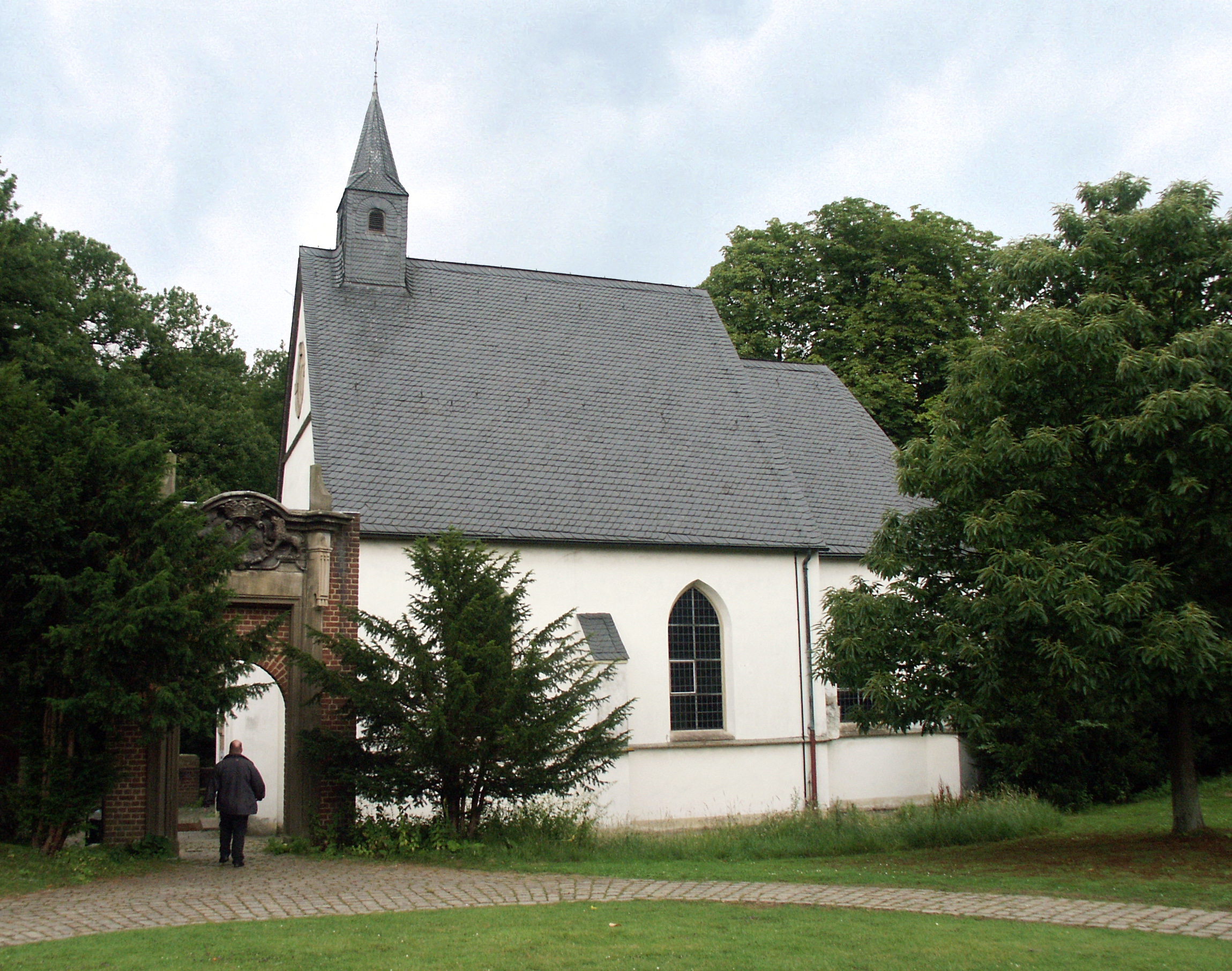
Die Schlosskapelle

Das heutige Vorburggebäude aus Backstein stammt im Kern wohl aus dem 16. Jahrhundert und war einst der westliche Flügel einer Remise. Das eingeschossige Gebäude besitzt ein hohes Satteldach, dessen Stirnseiten Stufengiebel aufweisen. Ihm schließt sich an seinem Nordende rechtwinkelig die Ruine eines weiteren, ehemaligen Gebäudeflügels an.

#### Kapelle
Bis 1908 befand sich die Schlosskapelle im Südflügel der Hauptburg, ehe in jenem Jahr die heutige von Schloss Grimberg stammende gotische Kapelle auf das Hertener Vorburggelände transloziert wurde, indem sie Stein für Stein abgetragen und neben dem Hertener Schloss wiedererrichtet wurde. Das in seinen Ursprüngen aus dem 14. Jahrhundert stammende Gotteshaus besitzt eine dreischiffige Halle über zwei Jochen und einen Chor mit 5/8-Schluss. Sein Kreuzrippengewölbe ruht auf Säulen und Wandkonsolen. Die barocke Innenausstattung stammt aus der ersten Hälfte des 18. Jahrhunderts und ist in Teilen von Johann Conrad Schlaun entworfen. Chorgestühl und Altar der Kapelle stammen von dem bekannten Münsteraner Schreinermeister Schild, während das Altargemälde ein Werk des Malers Johann Anton Kappers ist.
Der Portalvorbau an der Giebelfront der Kapelle gehört nicht zur ursprünglichen Bausubstanz, sondern wurde dem Gebäude erst bei einem Umbau hinzugefügt. Ähnliches gilt für das freistehende Portal am Zuweg der Kapelle. Es war das früher das Hauptportal des Grimberger Schlosses und ist ein Schlauns’cher Entwurf aus dem Jahr 1735.

### Schlosspark

Plan des Schlossparks

Die heutige Form des Hertener Schlossparks geht auf den Düsseldorfer Hofgärtner Maximilian Friedrich Weyhe zurück. Er gestaltete den einstigen, französischen Garten in den Jahren von 1814 bis 1817 zu einem englischen Landschaftsgarten um, wobei er prägende Elemente des symmetrisch ausgebildeten Barockgartens beibehielt, so zum Beispiel einige Alleen und das Orangeriegebäude. Der einstige Irrgarten ist zwar nicht mehr erhalten, doch das Naturtheater wird – in vereinfachter Form wiederhergestellt – heutzutage wieder für Schauspielaufführungen genutzt.
Zwischen der Mitte des 19. Jahrhunderts und dem Ersten Weltkrieg ließen die Schlossbesitzer im südlichen Teil des Gartens zwei Fischteiche und einen etwa 200 Hektar großen Mischwald – heutzutage Schlosswald genannt – anlegen. Ebenfalls aus dieser Zeit stammen zwei Kavaliershäuser an der Einfahrt am Nordrand des Schlossareals.
Nach der 50 Jahre langen Vernachlässigung in der Zeit nach dem Ersten Weltkrieg war die Parkanlage vollkommen verwildert. Ihre Wiederherstellung wurde zeitgleich mit den Restaurierungsmaßnahmen an den Schlossgebäuden ab 1974 vorgenommen und dauerte bis 1982. Anschließend wurde der Park der Allgemeinheit zugänglich gemacht. Von seinen rund 30 Hektar Fläche entfallen 14,5 Hektar auf Gehölzflächen und fünf Hektar auf Rasenflächen. Weitere drei Hektar werden von Wasserflächen eingenommen, während Wege noch einmal zwei Hektar ausmachen. Unter den 3067 Bäumen finden sich so seltene Gehölze wie ein ursprünglich aus dem chinesischen Hochland stammender, 125 Jahre alter Taschentuchbaum, eine Großblattmagnolie und ursprünglich in Nordamerika beheimatete Maiglöckchenbäume. Die exotischen Gewächse wurden von den diplomatisch tätigen Schlossbesitzern aus fernen Ländern seinerzeit nach Herten mitgebracht. Insgesamt finden sich im Park über 200 verschiedene Baumarten. Wegen seiner kulturhistorischen Bedeutung wurde der Hertener Schlosspark 1988 unter Denkmalschutz gestellt.

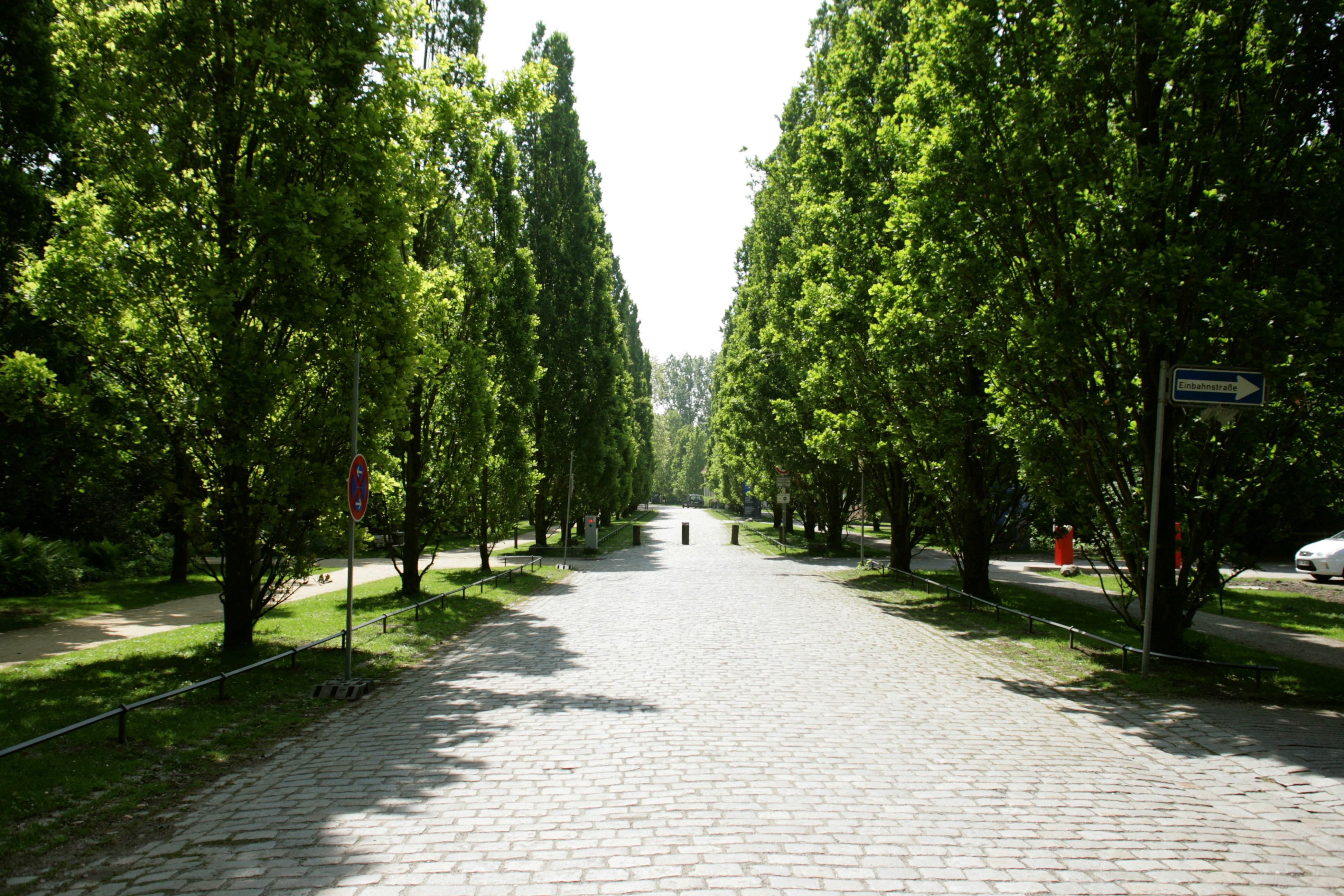
Säuleneichenallee
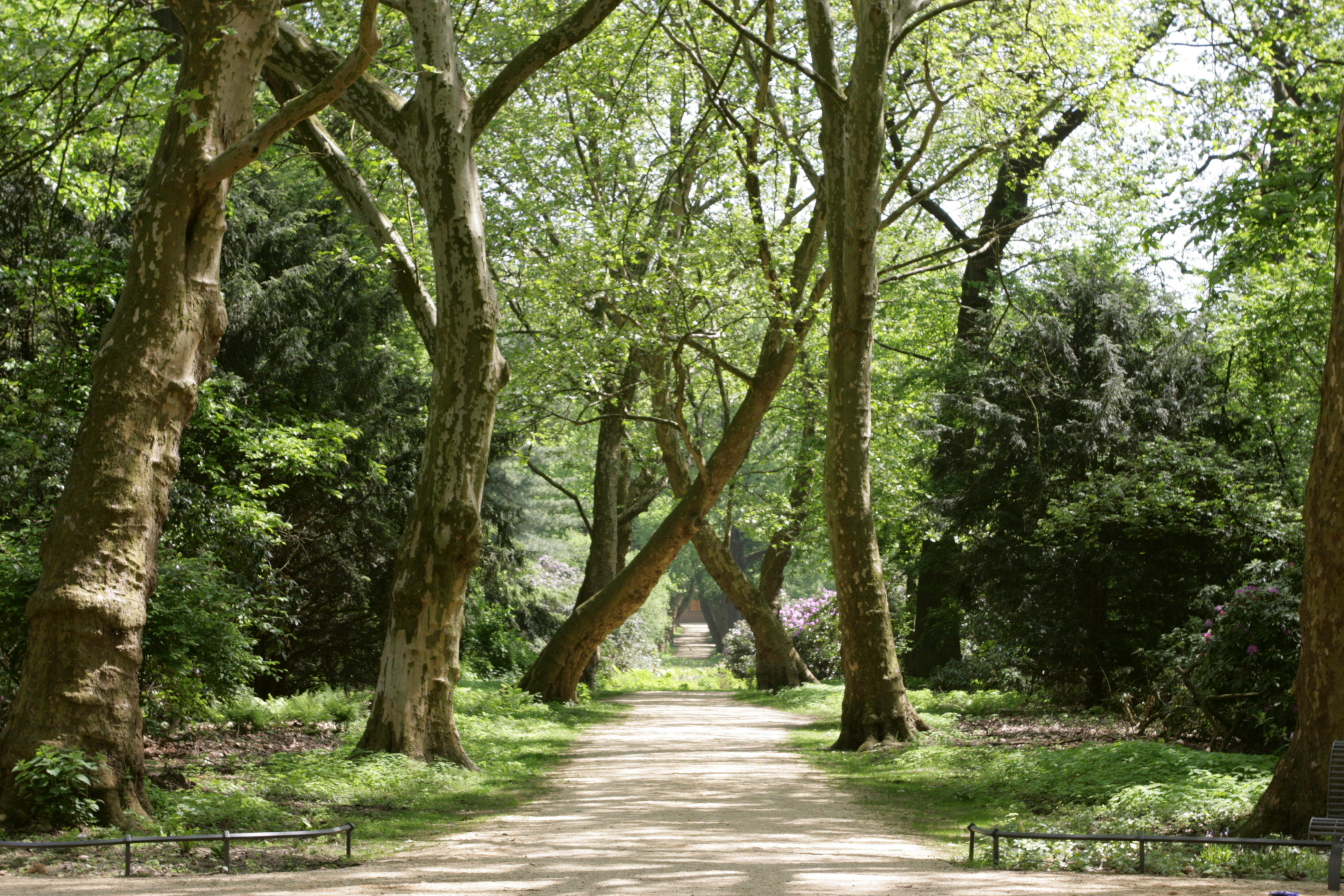
Platanenallee
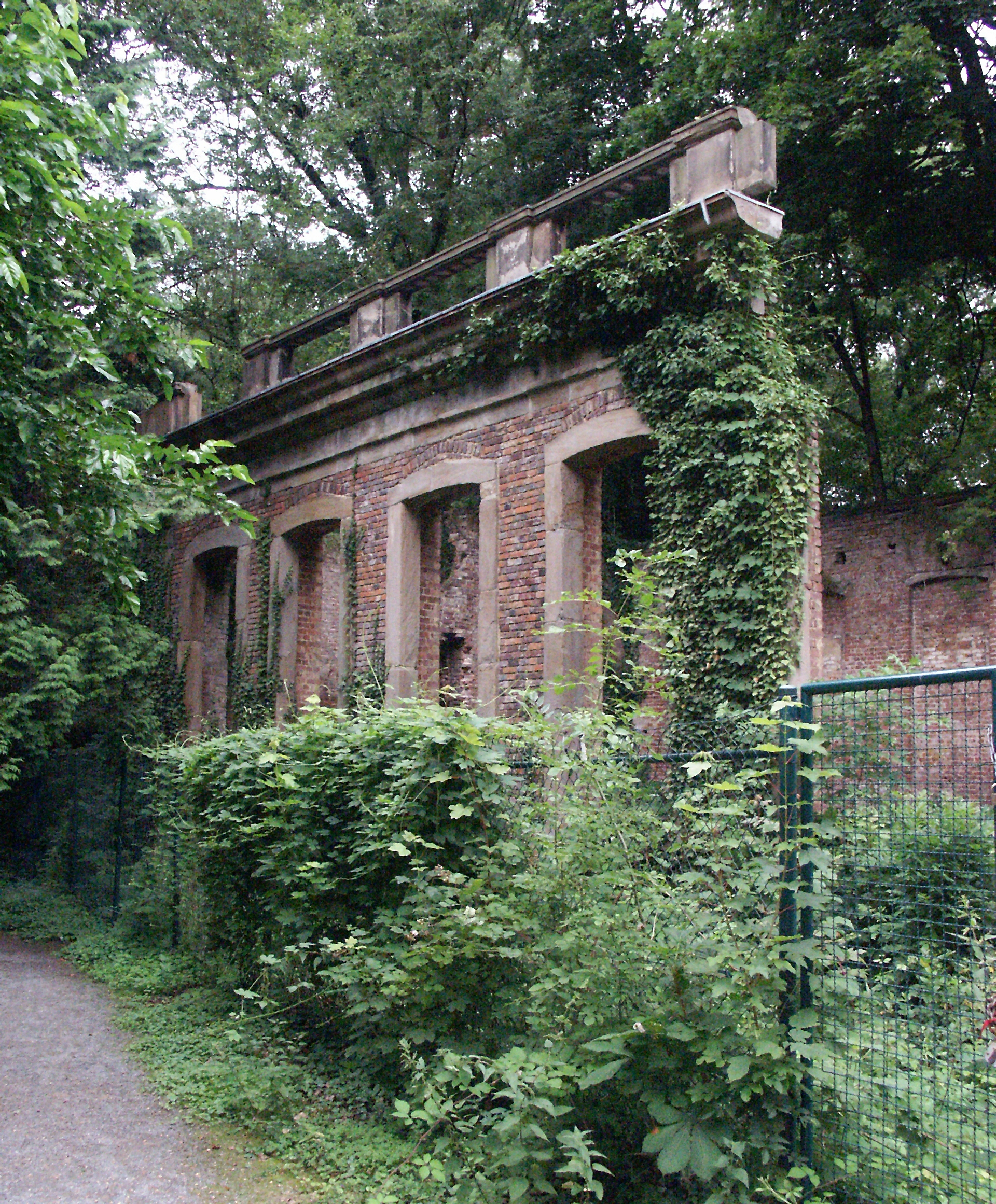
Teil der Orangerie-Ruine
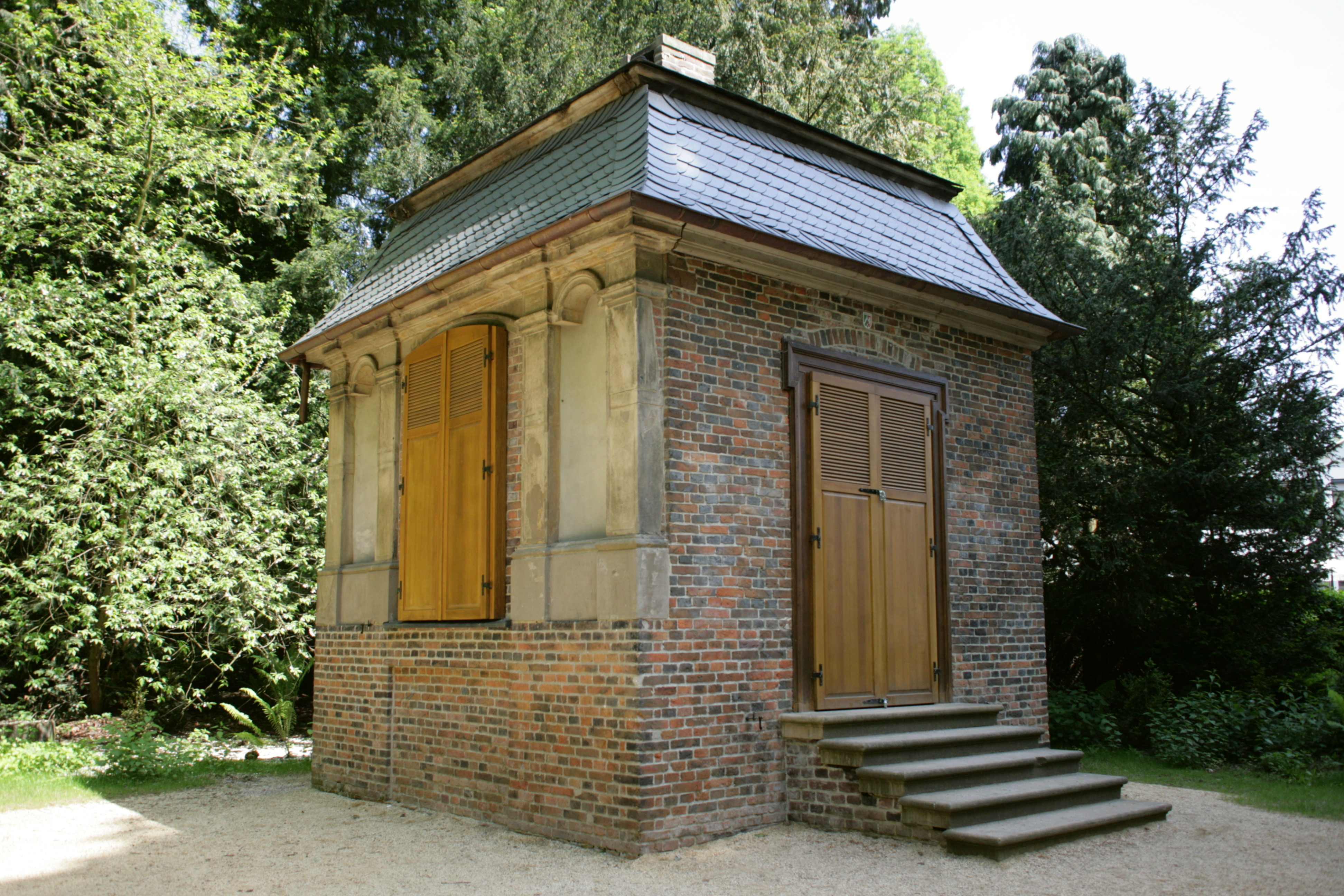
Tabakhaus
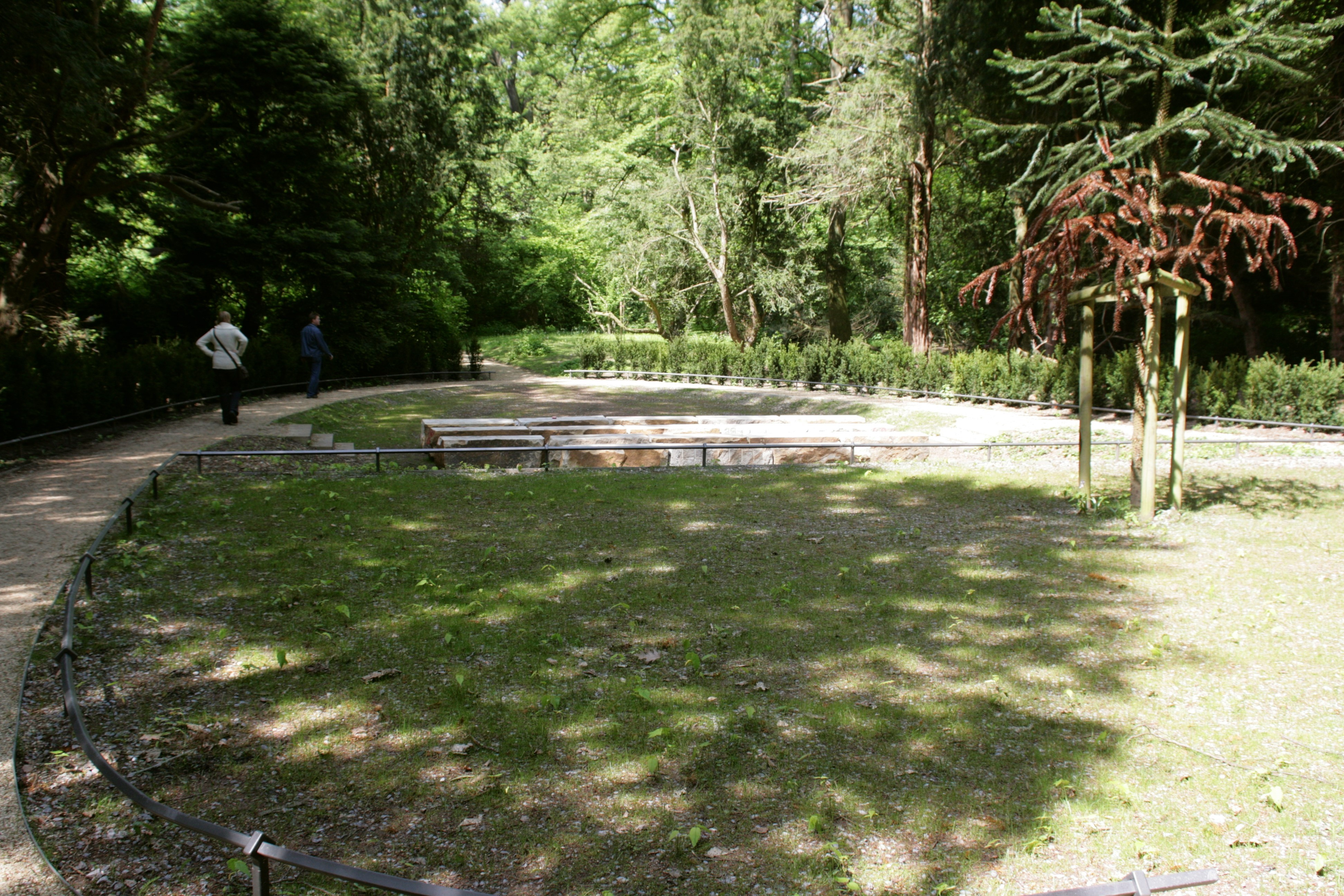
Naturtheater

#### Orangerie
1725 wurde am Nordrand des Gartens nördlich vom Schloss und der heutigen Narzissenwiese der Bau einer eingeschossigen Orangerie von 35 m Länge, 10,5 m Breite und 8,5 m Höhe im Stil der Neorenaissance vollendet. Über ihrer zehnachsigen Fensterfront erhob sich eine Balustrade, die mit zwölf Dachplastiken aus Baumberger Sandstein besetzt war. Die lebensgroßen Figuren waren von Johann Mauritz Gröninger geschaffenen worden und stellten Figuren aus der griechischen Mythologie dar. Einlass gewährte ein Portal mit Dreiecksgiebel. Das Gebäude wurde aber nicht nur zur Überwinterung von empfindlichen Pflanzen genutzt, sondern diente auch als Gartenkasino und Speisesaal. Damals beheimatete es auch eine der bekanntesten Kameliensammlungen Deutschlands. Die Orangerie verfiel ab 1921. Vom einstigen Glanz dieses Baus kündet heute jedoch nur noch eine Ruine, die seit 2006 schrittweise durch Spenden wiederaufgebaut wird.

#### Tabakhaus
Durch private Spenden konnte ein im östlichen Teil des Parks stehender, quadratischer Gartenpavillon erhalten und restauriert werden. Die Bezeichnung des kleinen mit einem Mansarddach versehenen Ziegelbaus im Louis-seize-Stil als Tabakhaus erinnert an zwei französische Grafen Riaucourt, die Söhne einer geborenen Gräfin von Nesselrode waren. Sie hatten sich vor der Französischen Revolution zu ihren Verwandten nach Herten geflüchtet und frönten im Pavillon dem seinerzeit neumodischen Laster des Tabakgenusses, der in den Schlossgebäuden nicht geduldet wurde.

## Heutige Nutzung
Das Schloss und die Vorburg wird heutzutage für tagesklinische und bewegungstherapeutische Angebote der LWL-Klinik Herten für Psychiatrie und Psychotherapie genutzt, die in zahlreichen neu entstandenen Gebäuden auf dem westlichen Schlossareal beheimatet ist.
Darüber hinaus hat sich das Schloss als Ort zahlreicher kultureller Veranstaltungen etabliert, darunter das Klavierfestival Ruhr und die Hertener Schlosskonzerte. Zu Pfingsten findet zudem alljährlich rund um das Schloss ein zweitägiger Kunstmarkt mit kulturellem Rahmenprogramm, Musikveranstaltungen und Bühnenprogramm statt, bei dem Künstler und Kunsthandwerker ihre Arbeiten ausstellen.
Heiratswillige können sich im sogenannten Nesselrode-Salon, im Kaminzimmer oder im Barocksaal des Schlosses standesamtlich trauen lassen.